# HD 150136
Désignations
HD 150136 est une étoile multiple de la constellation de l'Autel, située à 4 300 années-lumière de la Terre. C'est le membre le plus brillant de l'amas ouvert NGC 6193, qui fait partie de l'association OB1 de l'Autel.

## Système

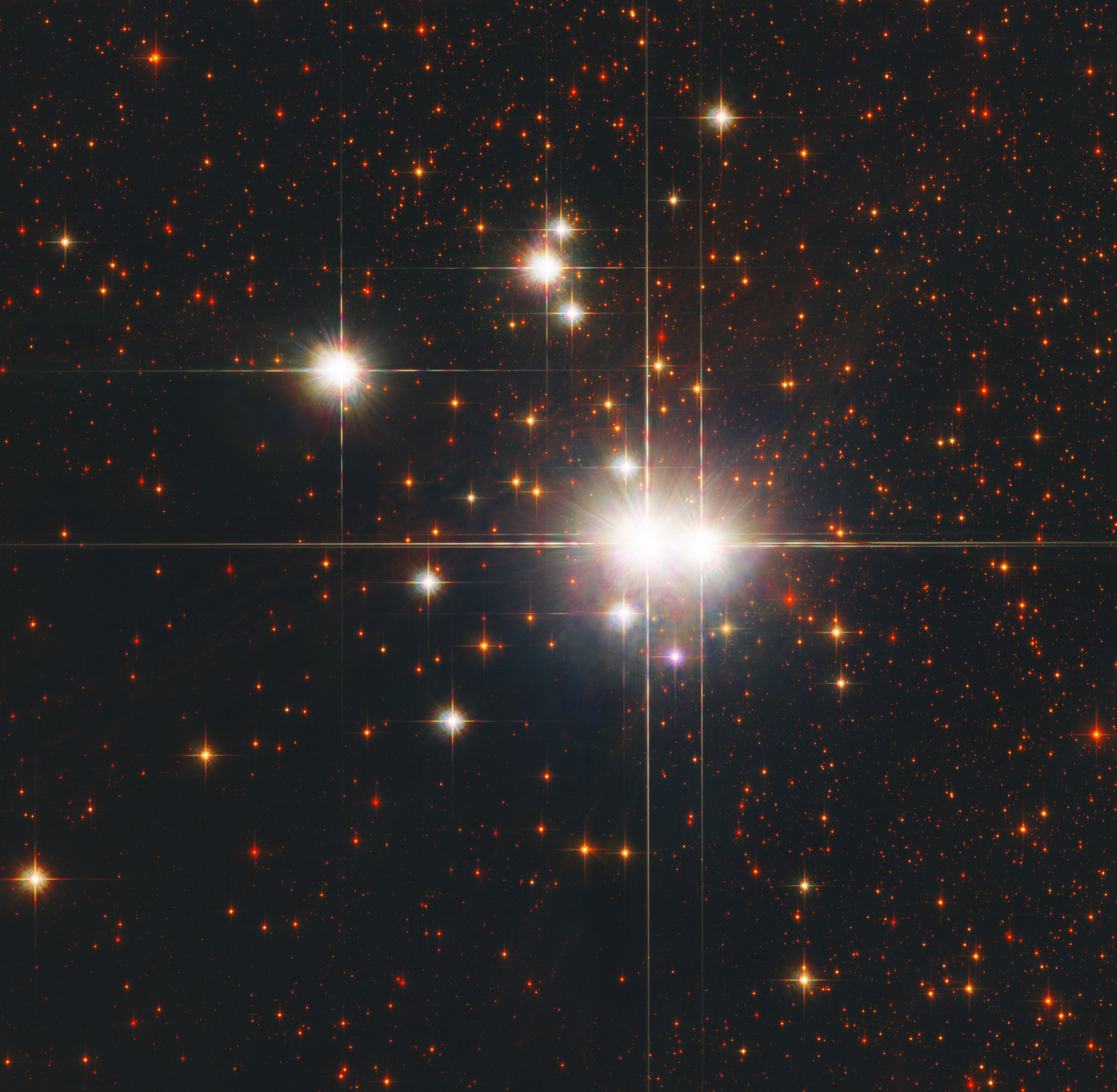
Gros plan sur NGC 6193, où il y a HD 150136 et HD 150135.

Le système est répertorié dans le catalogue d'étoiles doubles de Washington comme comportant sept composants visuels à 30 secondes d'arc. Le composant A est un système triple proche contenant trois étoiles massives de la séquence principale de type O. Le compagnon le plus brillant est catalogué individuellement sous le nom de HD 150135 ainsi que le composant C du système multiple, séparés par seulement 10 secondes d'arc. Il s'agit d'un autre binaire spectroscopique de type O et également membre de NGC 6193. Les autres composants catalogués sont tous de 10e et 12e magnitude, semblables à des nombreuses autres étoiles connues pour être membres de NGC 6193.
L'étoile primaire est constituée d'un binaire spectroscopique à raies doubles avec un compagnon tertiaire plus éloigné. La troisième étoile tourne autour des deux autres avec une période de 8,2 années, une excentricité de 0,73 et une inclinaison de 108°. Les étoiles binaires proches sont séparées d'à peine plus que leurs propres diamètres et orbite en moins de 3 jours, mais la troisième est suffisamment séparée pour avoir été résolue visuellement par le Très Grand Télescope. La séparation mesurée en 2012 était de 9 millisecondes d'arc, correspondant à 11 à 12 UA.

## Propriétés
Les trois étoiles les plus brillantes (quatre, dont HD 150135) sont des étoiles lumineuses massives de la séquence principale de type O, 27 à 54 fois plus massives que le Soleil. Elles sont environ 10 fois plus grands que le Soleil, mais 6 à 8 fois plus chauds et chacun est plus de 100 000 fois plus lumineux. L'étoile primaire est l'étoile O3 la plus proche de la Terre, 46 000 K, visuellement 18 000 fois plus lumineux que le Soleil, mais en raison de sa température élevée, elle est environ trois quarts de million de fois plus lumineux, toutes longueurs d'onde comprises.